# رودخانه چندان
رودخانه چاندان جریان در ایالت بیهار، هند قرار دارد. مشخص شده‌است که احتمالاً رودخانه چندان است که در کرانه آن شهر باستانی چامپا، مرکز آن گاماهاجاناپادا واقع شده‌است. این مرز همچنین مرزی بین آنگا و همسایه آن، مگادا است.